# リブニーク - リプノ・ナド・ヴルタヴォウ線
リブニーク～リプノ・ナド・ヴルタヴォウ線（チェコ語: Železniční trať Rybník – Lipno nad Vltavou）は、チェコ国鉄の鉄道線の名称である。路線番号は195。
1911年開業。当初は直流電化の路線であったが、2005年に交流電化に変更した。

## 運行形態

### 普通
- チェスケー・ブヂェヨヴィツェ - リブニーク - リプノ・ナド・ヴルタヴォウ
一日5.5往復の運行。うち1往復はヴィッシー・ブロド以東の運行。夏季は一日1往復が増発される。リブニーク以東は196号線に直通する。
過去の運行形態
2017年以前は、一日1.5往復運行していた。
2017年末に増発され、チェスケー・ブヂェヨヴィツェ - リブニーク - ロウチョヴィツェの列車が平日と夏季の休日に4時間に1本運行する様になった。
2019年末に、リブニーク発の東行片道1本のみの運行となった。
2025年度より大幅増発され、一日5.5往復（夏季6.5往復）の運行となった。

- ホルニー・ドヴォルジシチェ - リブニーク - リプノ・ナド・ヴルタヴォウ　【平日運行】
平日のみ、一日1.5往復の運行。リブニーク以東は196号線に直通する。
過去の運行形態
2020年度は、西行片道1本のみ運行していた。ほぼ毎日運行していた。
2020年末に、クリスマスと大晦日に東行片道1本のみ運行する臨時列車となった。
2025年度より平日の運行を再開し、一日1.5往復の運行となった。

- リブニーク - リプノ・ナド・ヴルタヴォウ
2時間に1本の運行。夏季は、上記196号線との直通列車を合わせると、1時間に1本の運行となる。
過去の運行形態
2017年以前は、196号線との直通列車と合わせて、全線通しが7-9往復で、2時間に1本の運行であった。
2016年8月4～22日は臨時ダイヤとなり、日中はヴィッシー・ブロドで系統が分割されていた。リブニーク - ヴィッシー・ブロド間は一日8.5往復の運行だが、ヴィッシー・ブロド - リプノ間は大幅に増発され、月～木曜日は1時間に1本、金～日曜日は1時間に2本運行されていた。
2019年末に、全線で増発され1-2時間に1本の運行となった。
2025年度より、多くの列車が196号線直通となり、線内運行は2時間に1本の運行となった。

### 過去の運行種別
- 快速「スピェシニー(Sp)」
  - ブヂェヨヴィツェ - リブニーク - ヴィッシー・ブロド・クラーシテル
2018,19年運行。2018年は夏・秋の月曜日に、2019年は5～7月の月曜日のみ、一日1往復運行していた。リブニーク以北は196号線に直通していた。195号線内は、途中ロジンベルクのみに停車していた。

### 臨時列車
- オリンピック公園リオ-リプノ 2016号
2016年の8月4～22日にのみ、チェスケー・ブヂェヨヴィツェ - リブニーク - リプノ間に運行される臨時列車。一日1往復運行されるが、金・土曜日は一日3往復、日曜日は一日2往復となる。原則、リブニークとチェホラズ - リプノ間の各駅に停車するが、ブヂェヨヴィツェ行については金・土の1往復を除き、リブニークとチェホラズを通過する。

- 「リペンカをダカルで」イベント列車
夏季に週2日のみ運行。ヴィッシー・ブロド - リプノ間に、一日3往復の運行。うち1往復のみ、リブニークから196号線のブヂェヨヴィツェまで直通する。各駅に停車する。2018,19年運行。
2018年度は、リブニーク方面行のみ、ヘルベルトフとチェホラズを通過していた。

## 駅一覧
以下では、チェコ国鉄195号線の駅と営業キロ、停車列車、接続路線などを一覧表で示す。なお、全て各駅停車である。
| 路線名 | 駅名                               | 駅間営業キロ | 累計営業キロ | Os | 接続路線                          | 所在地       | 所在地                   |
| ------ | ---------------------------------- | ------------ | ------------ | -- | --------------------------------- | ------------ | ------------------------ |
| 195    | リブニーク駅                       | -            | 0.0          | ■  | 196号線（プラハ方面、リンツ方面） | 南ボヘミア州 | チェスキー・クルムロフ郡 |
| 195    | イェニーン駅（休止中）             |              | (3.3)        | ｜ |                                   | 南ボヘミア州 | チェスキー・クルムロフ郡 |
| 195    | ロジンベルク・ナド・ヴルタヴォウ駅 | 7.0          | 7.0          | ■  |                                   | 南ボヘミア州 | チェスキー・クルムロフ郡 |
| 195    | ヘルベルトフ駅                     | 1.4          | 8.4          | ■  |                                   | 南ボヘミア州 | チェスキー・クルムロフ郡 |
| 195    | チェホラズ駅                       | 2.2          | 10.6         | ■  |                                   | 南ボヘミア州 | チェスキー・クルムロフ郡 |
| 195    | ヴィッシー・ブロド・クラーシテル駅 | 1.2          | 11.8         | ■  |                                   | 南ボヘミア州 | チェスキー・クルムロフ郡 |
| 195    | チェルトヴァ・スチェナ駅           | 3.0          | 14.8         | ■  |                                   | 南ボヘミア州 | チェスキー・クルムロフ郡 |
| 195    | ロウチョヴィツェ駅                 | 4.3          | 19.1         | ■  |                                   | 南ボヘミア州 | チェスキー・クルムロフ郡 |
| 195    | ロウチョヴィツェ停留所             | 1.6          | 20.7         | ■  |                                   | 南ボヘミア州 | チェスキー・クルムロフ郡 |
| 195    | リプノ・ナド・ヴルタヴォウ駅       | 1.5          | 22.2         | ■  |                                   | 南ボヘミア州 | チェスキー・クルムロフ郡 |